# طاعون (فیلم ۲۰۰۶)
«طاعون» (انگلیسی: The Plague (2006 film)) فیلمی در ژانر ترسناک است که در سال ۲۰۰۶ منتشر شد. از بازیگران آن می‌توان به جیمز ون در بیک و ایوانا ملیسویک اشاره کرد.